# Autocesta A7
L'autostrada A7 (in lingua croata: autocesta A7- Kvarnerska autocesta) è un'autostrada costruita nella parte occidentale della Croazia. Collega il confine con la Slovenia presso Ruppa e Mattuglie, dove la A7 si connette con la Superstrada B8, a Fiume e Porto Re. Attualmente è lunga 42,4 km, include 13 viadotti e 3 tunnel e rappresenta una delle costruzioni autostradali più costose del paese stante il terreno difficile. Il tratto tra il collegamento con l'A6 a Orehovica, presso Fiume, e Buccari è stato aperto nel dicembre 2006. Il tratto di tangenziale, che serve per superare la città di Fiume, tra Diracje e Orehovica, prima una semi-autostrada, è stato completato il 22 dicembre 2009. Il tratto tra San Cosimo (Sv. Kuzam) e Crisisce (Križišće), della lunghezza di 8,37 chilometri, è stato aperto il 16 luglio 2013, completamente tra San Cosimo e Creglino e tra Creglino e Crisisce solo le due corsie in direzione sud; le due corsie in direzione nord sono state aperte il 23 dicembre 2013. La maggior parte dell'autostrada è esente da pedaggio in quanto viene utilizzata anche dal traffico locale nell'area urbana di Fiume. Si paga un pedaggio fisso in entrambe le direzioni solo nei pressi del confine sloveno. In tal modo non si penalizza il traffico locale ma solo quello internazionale a lunga percorrenza Slovenia-Croazia.

## Sviluppi futuri
È in sviluppo la progettazione per la continuazione dell'autostrada verso sud tra Crisisce (Križišće) e l'A1 presso Žuta Lokva.
Nel Giugno 2020 è stato dato il via per gara d’appalto europea (bandita dalla Società austostrade croata - Hrvatske autoceste) per la nuova tangenziale di Novi di 9,8 Km; parte della tangenziale, nella sezione Selze - Novi della lunghezza di 6,5 chilometri, sarà parte integrante della futura autostrada A7 Ruppa-Fiume-Žuta Lokva e la posizione coincide con la carreggiata sinistra di questa autostrada; mentre i precedenti annunci del Ministero del Mare, dei Trasporti e delle Infrastrutture, davano l'inizio dei lavori sulla tangenziale intorno a Novi alla fine del 2020 e il loro termine nel 2022, attualmente invece si prevede il loro completamento per la stagione turistica 2025.

## Tabella percorso
In verde è evidenziato il tratto in attuale esercizio.
| A7 RUPA - ŽUTA LOKVA                                       |          |
| Tipologia                                                  | ↓km↓     |
| Elsane Confine di Stato - Slovenia                         | 0,0 km   |
| Rupa Ruppa Confine di Stato - Slovenia                     | 1,9 km   |
| Barriera Rupa                                              | 4,0 km   |
| Area di Servizio "Rupa" "Ruppa"                            | 5,5 km   |
| Permani                                                    | x,x km   |
| Jurdani Giordani                                           | 11,4 km  |
| Jušići Giússici                                            | x,x km   |
| Mattuglie Canfanaro                                        | 16,4 km  |
| Area di Servizio "Vrata Jadrana" "Porta dell'Adriatico"    | 18,0 km  |
| Diračje - Rijeka zapad Diračje - Fiume ovest               | 20,0 km  |
| Rujevica - Rijeka centar Plasse S. Giovanni - Fiume centro | 23,1 km  |
| Orehovica - Rijeka istok Oreccovizza - Fiume est Bosiljevo | 28,5 km  |
| Draga                                                      | 31,0 km  |
| Sveti Kuzam San Cosimo                                     | 34,4 km  |
| Hreljin Creglino                                           | 39,7 km  |
| Križišće Crisisce                                          | 42,4 km  |
| Jadranovo                                                  | 48,9 km  |
| Crikvenica - Selce Cirquenizza - Selce                     | 61,2 km  |
| Novi Vinodolski - Bribir Novi - Bribério                   | 65,7 km  |
| Novi Vinodolski Novi                                       | 68,2 km  |
| Malo Polje                                                 | x,x km   |
| Senj Segna                                                 | x,x km   |
| Vratnik                                                    | x,x km   |
| Žuta Lokva A1 Zagabria-Metković                            | 103,5 km |